# إيسي بينياركو
إيسي بينياركو (ولدت في 28 نوفمبر 1976) هي عداءة كندية. شاركت في منافسات 100 متر في دورة الألعاب الأولمبية الصيفية لعام 2000. 

## روابط خارجية
- إيسي بينياركو على موقع الاتحاد الدولي لألعاب القوى (الإنجليزية)
- إيسي بينياركو على موقع الاتحاد الكندي لألعاب القوى (الإنجليزية)
- إيسي بينياركو على موقع اللجنة الأولمبية الدولية (الإنجليزية)
- إيسي بينياركو على موقع أوليمبيديا (الإنجليزية)
- إيسي بينياركو على موقع اللجنة الأولمبية الكندية (الإنجليزية)